# Ruta reial (Varsòvia)
Trakt Królewski (literalment : Ruta reial) és una antiga artèria principal de Varsòvia que duia al sud de la ciutat.
Actualment tota la ruta es troba dins de la ciutat i passa per diferents carrers i avingudes. Si bé la ruta va ser inicialment usada amb fins aristocràtics, avui és principalment un focus turístic i comercial de Varsòvia, al barri del districte de Śródmieście (Nucli urbà). En el seu recorregut es troben nombroses construccions representatives de les diferents etapes de la història de la ciutat: edificis esplèndids, palauets elegants i monuments històrics dignes de visitar.

## Llocs i monuments rellevants
- Carrer Krakowskie Przedmieście
  - Zajazd Dziekanka
  - Església Santa Anna
  - Església de la Santa Creu
  - Església de les Visitandines
  - Palau Koniecpolski (palau presidencial)
  - Església de l'assumpció de la Verge Maria i de Sant-Josep (Varsòvia)
  - Palau Staszic
  - Monument a Nicolau Copèrnic
  - Universitat de Varsòvia
- Ulica Nowy Świat (carrer del Nou Món)
- Plac Trzech Krzyżhi (plaça de les tres creus)
  - Església Sant Alexandre
- Aleje Ujazdowskie
  - Castell de Ujazdow
  - Park Ujazdowski
  - Jardin botànic de la Universitat de Varsòvia
  - Palau Sobańskich
  - Vil·la Gawrońskich
  - Palau Wilhelm Ellis Rau
  - Edificis del Sejm i del Senat de la República de Polònia
  - Cancelleria del president del Consell dels ministres
  - Estàtua de Ignacy Jan Paderewski
  - Casa dels Atlants (o casa dels gegants)